# Garden Plain
Garden Plain är en ort i Sedgwick County i Kansas. Vid 2010 års folkräkning hade Garden Plain 849 invånare.